# 에어 비슈케크
에어 비슈케크(영어: Air Bishkek, 러시아어: Эйр Бишкек)는 키르기스스탄의 항공사로 총 10개 노선을 취항하고 있다. 본사는 키르기스스탄 비슈케크 위치해 있으며 2004년에 키르기스 항공(영어: Kyrgyz Airways)으로 설립되어 2006년에 아스토크 아비아(영어: Eastok Avia)로 사명이 변경이 되었고 이후 또 한 차례 사명이 변경되면서 2011년에 현재의 사명으로 변경했다. 또한 사용하고 있는 허브 공항으로 마나스 국제공항이 있다. 2006년 12월에 EU 역내 취항 금지 항공 회사 목록에 들면서 유럽 취항이 불가능하다.

## 보유 기종
- 2012년 4월 기준으로 에어 비슈케크는 다음과 같은 기종을 보유하고 있으며 평균 기령은 20.6년이다.[1]